# Christian Eigner

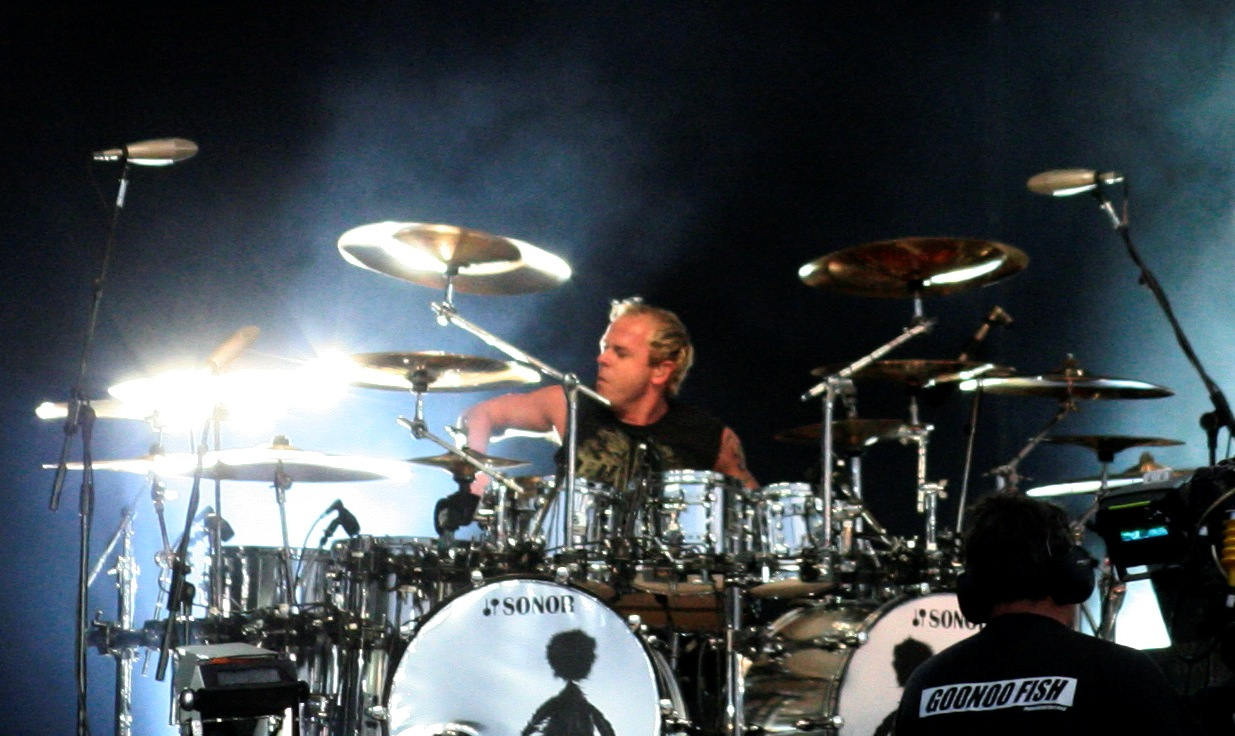
Christian Eigner live mit Depeche Mode während der Playing the Angel - Tour (2006)

Christian Eigner (* 3. März 1971 in Wien) ist ein österreichischer Schlagzeuger und seit 1997 Live-Mitglied von Depeche Mode.

## Musikalische Karriere
Als Studiomusiker hat Eigner an über 300 Alben mitgewirkt, unter anderem spielte er für Kurt Ostbahn (Studio und live), Peter Cornelius und Georg Danzer.
1997 traf Eigner Dave Clayton, der als Keyboarder für Depeche Mode an der Produktion des Albums Ultra arbeitete. Clayton nahm ihn mit ins Studio, Eigner spielte vor und wurde schließlich von der Band engagiert. Seitdem ist Eigner auch Tour-Schlagzeuger von Depeche Mode. Außerdem unterstützt er zusammen mit Andrew Philpott Dave Gahan beim Schreiben von Songs. So entstanden diverse Titel für die Alben Playing the Angel, Sounds of the Universe und Spirit. Auch bei Gahans Soloalbum Hourglass war er beteiligt.
2005 hat er mit Recovery sein erstes Soloalbum veröffentlicht. Außerdem ist er Initiator der Projekte Das Shadow (mit Andrew Philpott) und Compact Space (mit Daryl Bamonte und Florian Kraemmer).
Für den Film Die Viertelliterklasse schrieb Eigner zusammen mit Erich Buchebner die Filmmusik.